# Сосновий бір (пам'ятка природи)
Сосновий бір — ботанічна пам'ятка природи місцевого значення. Об'єкт розташований на території Ковельського району Волинської області, на південний схід від с. Зелена. Перебуває у віданні філії «Ковельське лісове господарство», Зеленівське лісництво, кв. 37, вид. 2, 4, 36.
Площа — 6,2 га, статус отриманий у 1991 році за рішенням виконавчого комітету Волинської обласної ради народних депутатів від 31.10.1991 № 226.
Охороняється лісова ділянка сосни звичайної віком близько 150 років, де також зростають береза повисла, ліщина звичайна, горобина звичайна та крушина ламка, а у трав'яному покриві - ягідники.

## Галерея

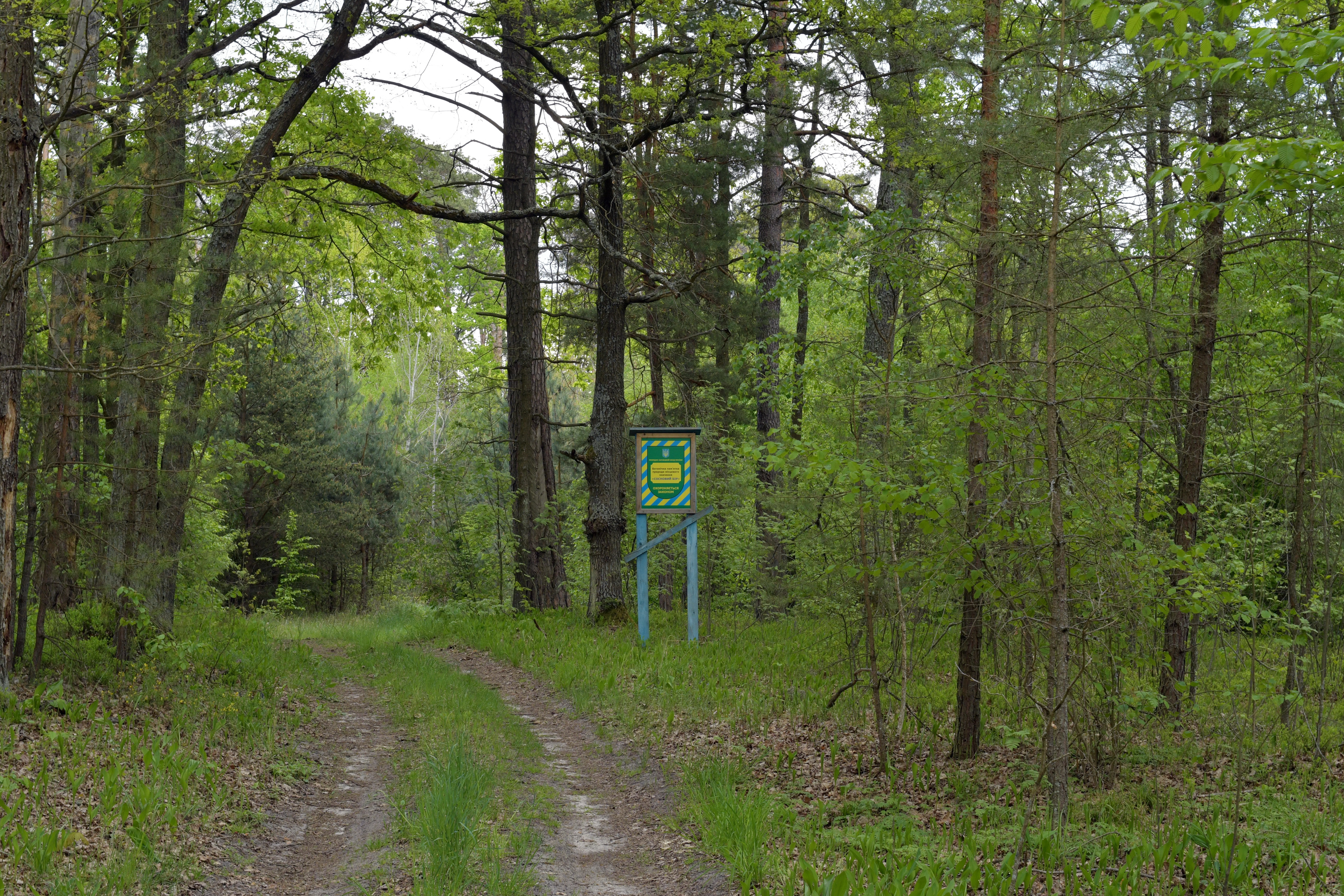
Загальний вигляд
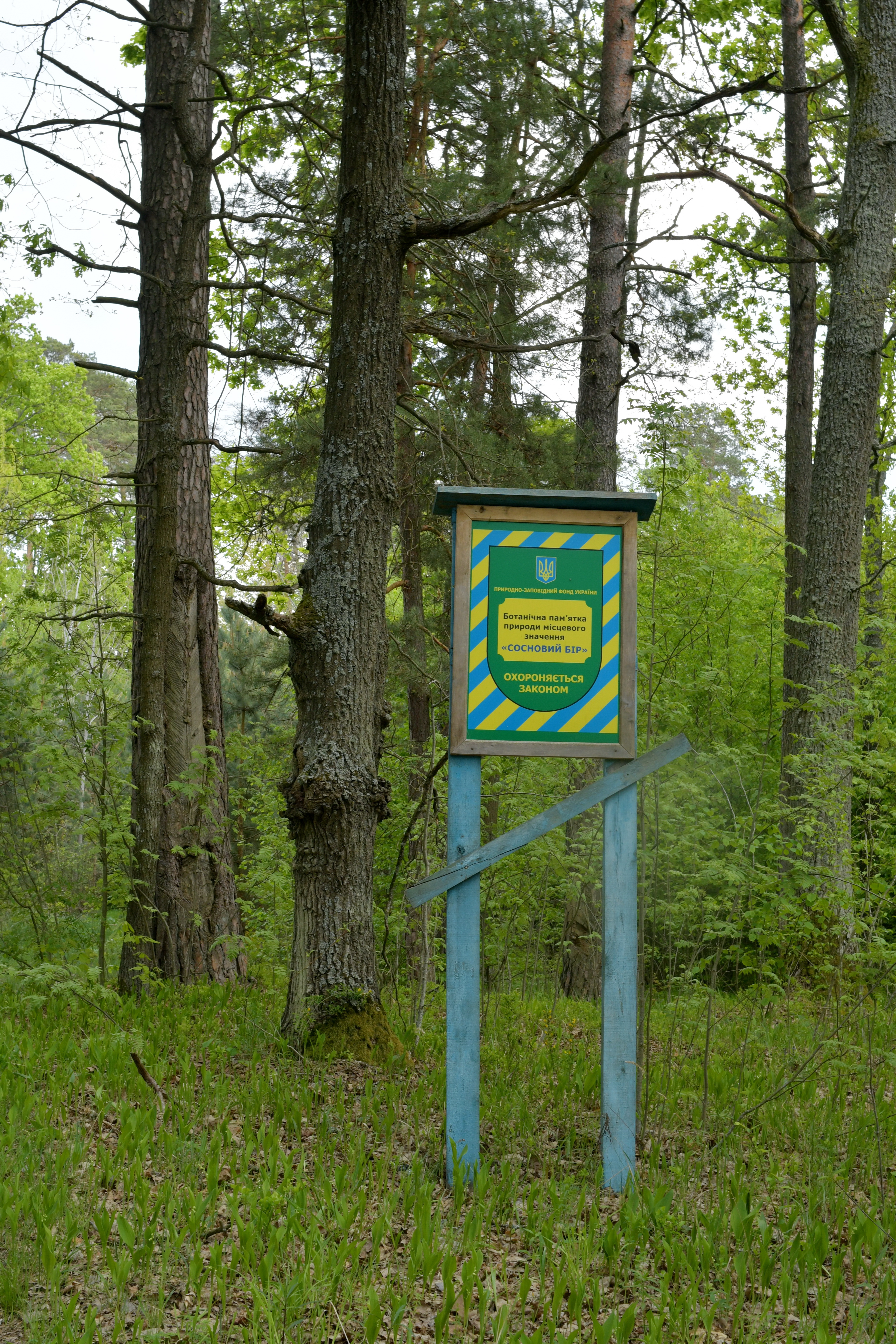
Охоронна дошка